# Karélia
A Karél Köztársaság (oroszul Респу́блика Карелия [Reszpublika Karelija], karjalaiul Karjalan tašavalta, finnül Karjalan tasavalta) az Oroszországi Föderáció egyik köztársasága. Fővárosa Petrozavodszk. Az Északnyugati szövetségi körzethez tartozó terület kiterjedése 156 665 km², lakossága 622 000 fő. A köztársaság nevét a korábban a lakosság jelentős részét alkotó őslakos karjalaiakról, vagy más néven karélokról kapta, akik a finn néppel állnak közeli rokonságban. Számuk mára az asszimiláció és az elvándorlás hatására jelentősen lecsökkent, a 2010-es népszámláláson a népesség alig 7,4%-a vallotta magát karélnak, 1,4% szintén őshonos finnel és 0,5% vepszével kiegészülve.

## Földrajz

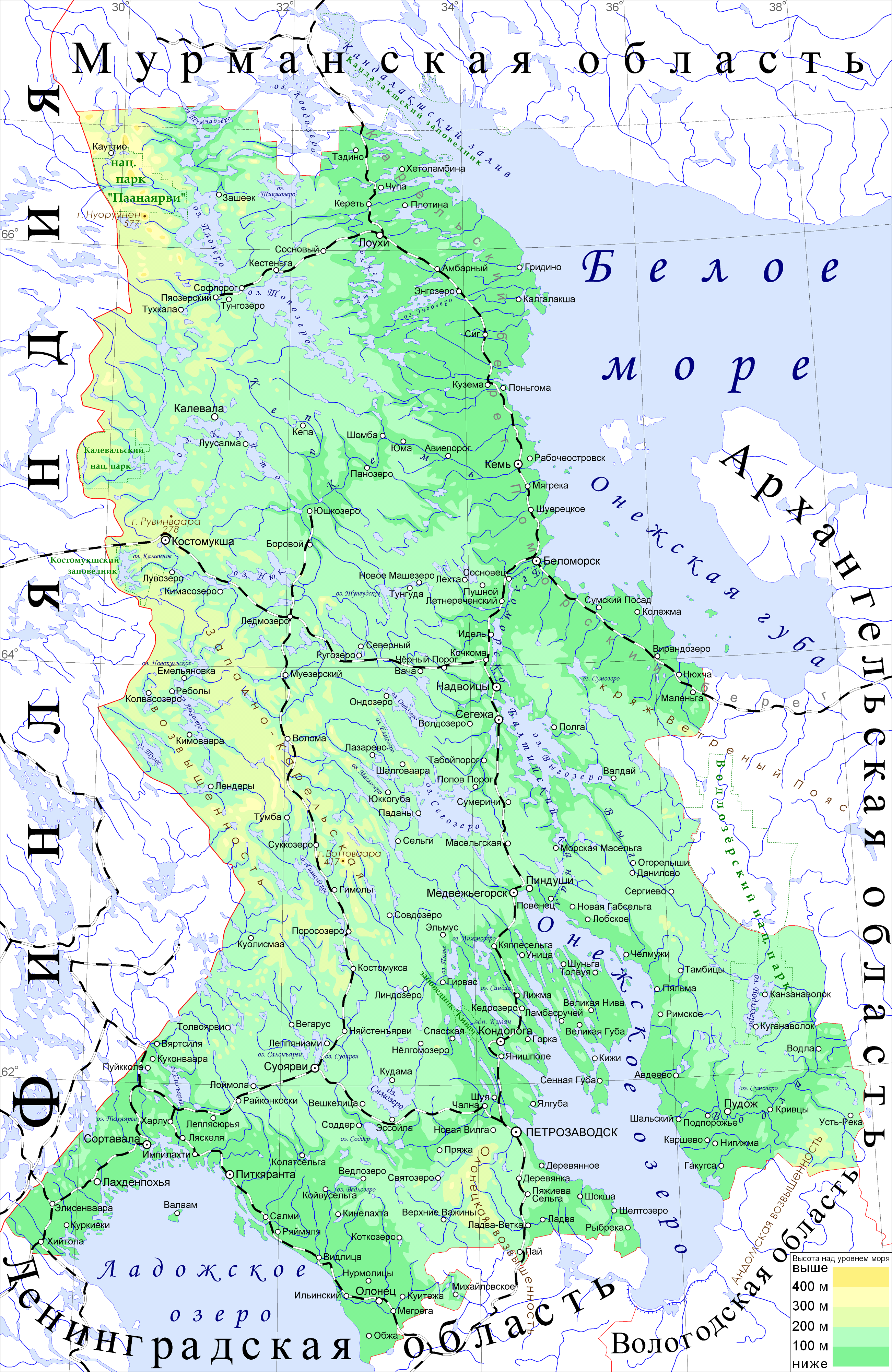
Karélia domborzati térképe

Karélia a keleti félgömb 29° és 37° hosszúsági körei között és az északi félteke 60° és 66° szélességi körei között, Európa északi részén helyezkedik el, a Kelet-európai-síkság északnyugati végében. Egy rövid szakaszon a köztársaság legészakabbra fekvő részén áthalad a sarkkör. Tengerparttal északkeleti részén rendelkezik, ahol a Fehér-tenger Onyegai és Kandalaksai-öblei határolják. A Magyarországnál csaknem kétszer nagyobb, 172 400 km² területű tagköztársaságot nyugatról Finnország, északról a Murmanszki terület, keletről az Arhangelszki terület, délkeleten a Vologdai terület, míg a délről a Leningrádi terület határolja.

### Domborzat

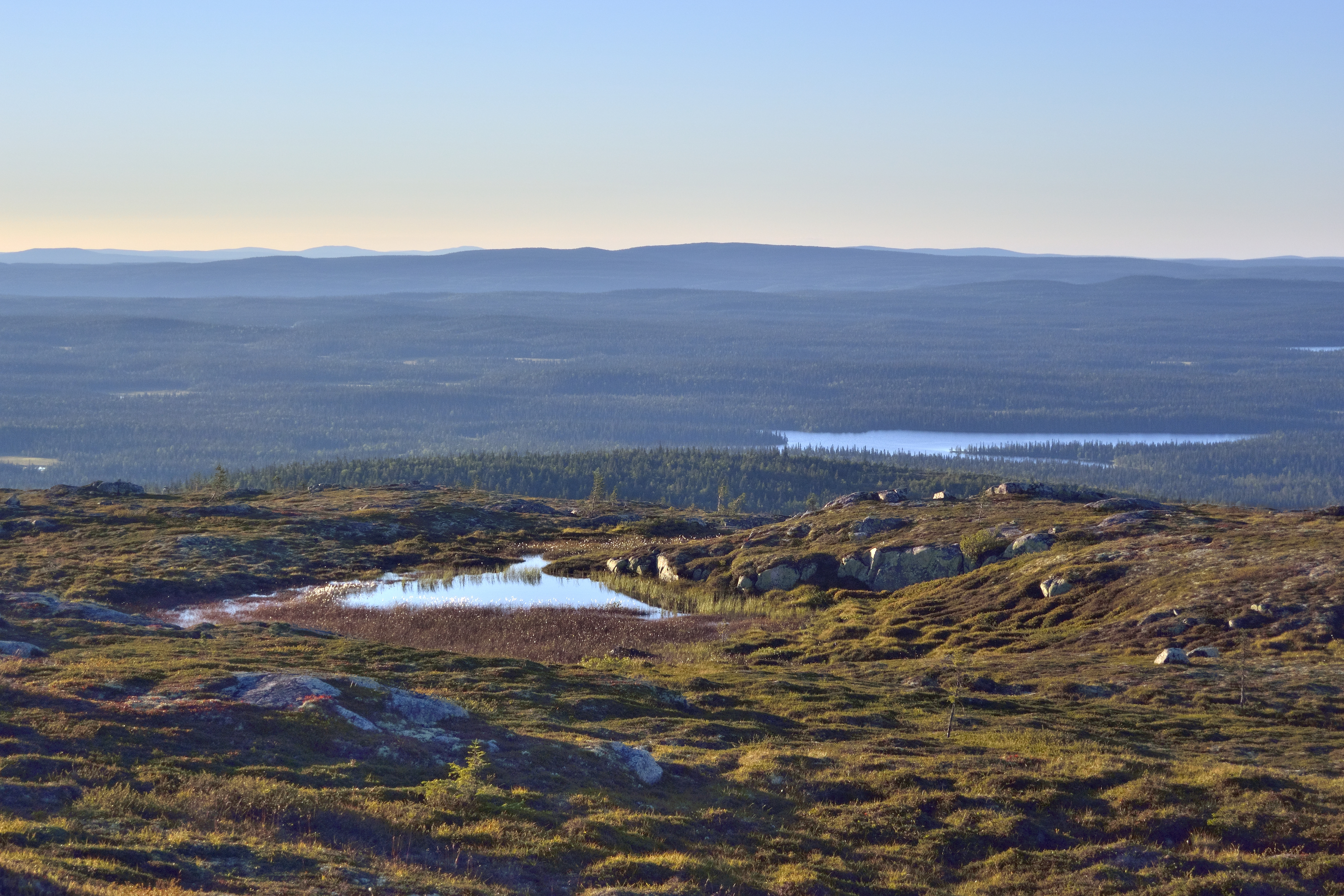
A Nuorunen, Karélia legmagasabb pontja (577m)

Karélia területének nagy része 200 méternél alacsonyabb tengerszint feletti magasságon helyezkedik el, a nyugati vidékeken dombságok emelkednek. A köztársaság legmagasabb pontja az 577 m magas Nuorunen.
A terület legnagyobb hányada geológiailag a Balti-ősföld Belomoridák elnevezésű részéhez tartozik. A jég csiszolta, apró kiemelkedésekkel tarkított felszín anyagát elsősorban gránit, gneisz valamint zöldkő alkotja, amelyek a késő archaikumban keletkeztek. Itt található a Föld legősibb fennmaradt szikláinak jelentős része.  A metamorfózis és a gyűrődés hatására hat zöldkő-öv alakult ki Karélia területén. A közbülső medencékben nagy mennyiségű és változatos ásványkincs gyűlt össze, így a tagköztársaság jelentős készletekkel rendelkezik vasércből, magnetitből, ólomból, cinkből, titánból és kobaltból is.
A jégkorszak ideje alatt Karélia területét jégtakaró borította, ennek visszahúzódása után a terület elkezdett kiemelkedni, ez a folyamat napjainkban is zajlik. A klíma melegedésével párhuzamosan többféle talajtípus is kialakult. A sziklás dombokat gyér minőségű leptosols, míg az alacsonyabban fekvő területeket ferric podzol, humusz podzol, a tóparti területeket pedig gley (magyarul sáros) podzol borítja. Nagy kiterjedésűek a köztársaság természeti és gazdasági szempontból egyaránt értékes tőzeglápjai is.

### Vízrajz

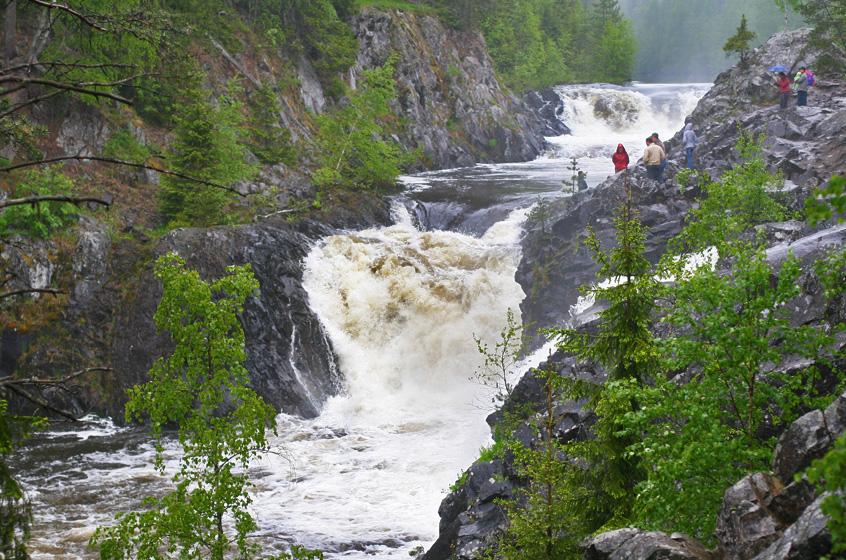
Vízesés a Szuna-folyón

Az állam területét alkotó felföldön több mint 60 000 kisebb-nagyobb tó terül el, amelyek a Finn-tóvidék folytatásának tekinthetők. A rendszerint hosszúkás, ujj alakú tavakat sokszor nagy kiterjedésű mocsarak veszik körül, amelyek a gránit dombok vonulatai között húzódnak meg. A köztársaság 27 000 folyóval és patakkal rendelkezik, ezek többsége rövid út megtétele után a Fehér-tengerbe, vagy a délen található két nagy állóvíz, az Onyega-tó, vagy a Ladoga-tó valamelyikébe ömlik. Számos látványos vízesés található a területen és a karéliai folyók Oroszország legkedveltebb rafting helyszínei közé tartoznak. A leghosszabb folyók a  Vodla (400 km), valamint a Kemi (360 km).

### Éghajlat

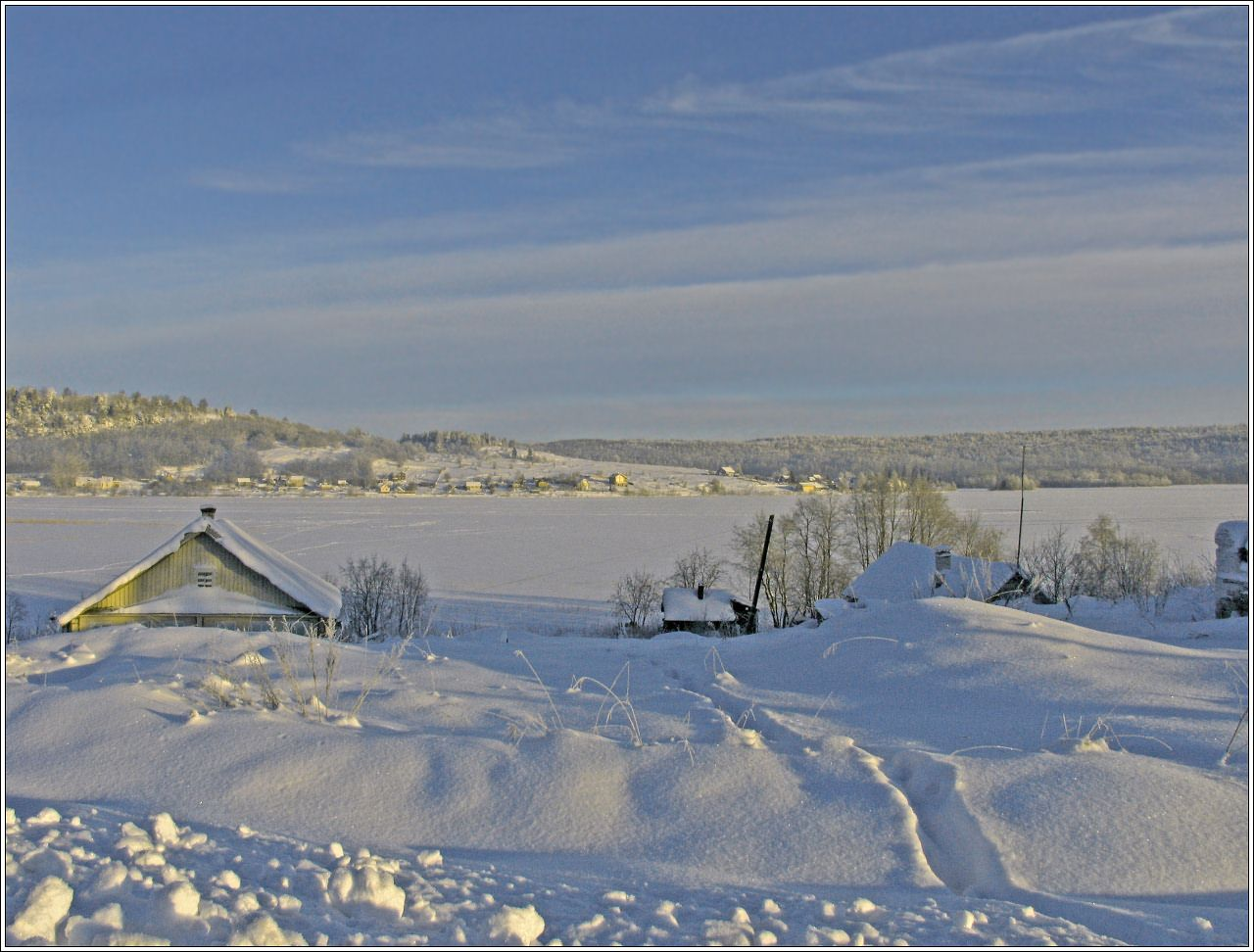
Februári tájkép Karéliában

Télen a hideg időjárást nyugatról, az óceán felől érkező meleg, nedves légtömegek  enyhítik, ugyanakkor a sarkkörön túlról érkező hidegfrontok rendszeresen hirtelen lehűléseket okoznak. A leghidegebb hónapban, februárban az átlaghőmérséklet a köztársaság déli részén -10 °C, ez az adat Karélia északi részén -14 °C-ra csökken. A nyár rendszerint rövid és hűvös, a júliusi átlaghőmérséklet délen 16, északon pedig alig 14 °C. A déli országrészben évente  lehulló 400, illetve északon 600 mm csapadék elsősorban hó formájában érkezik. A Ladoga-tó térségében telente mintegy 1 méteres hóréteg alakul ki.

Petrozavodszk éghajlata (dél-Karélia)
Kem éghajlata (észak-Karélia)

### Élővilág

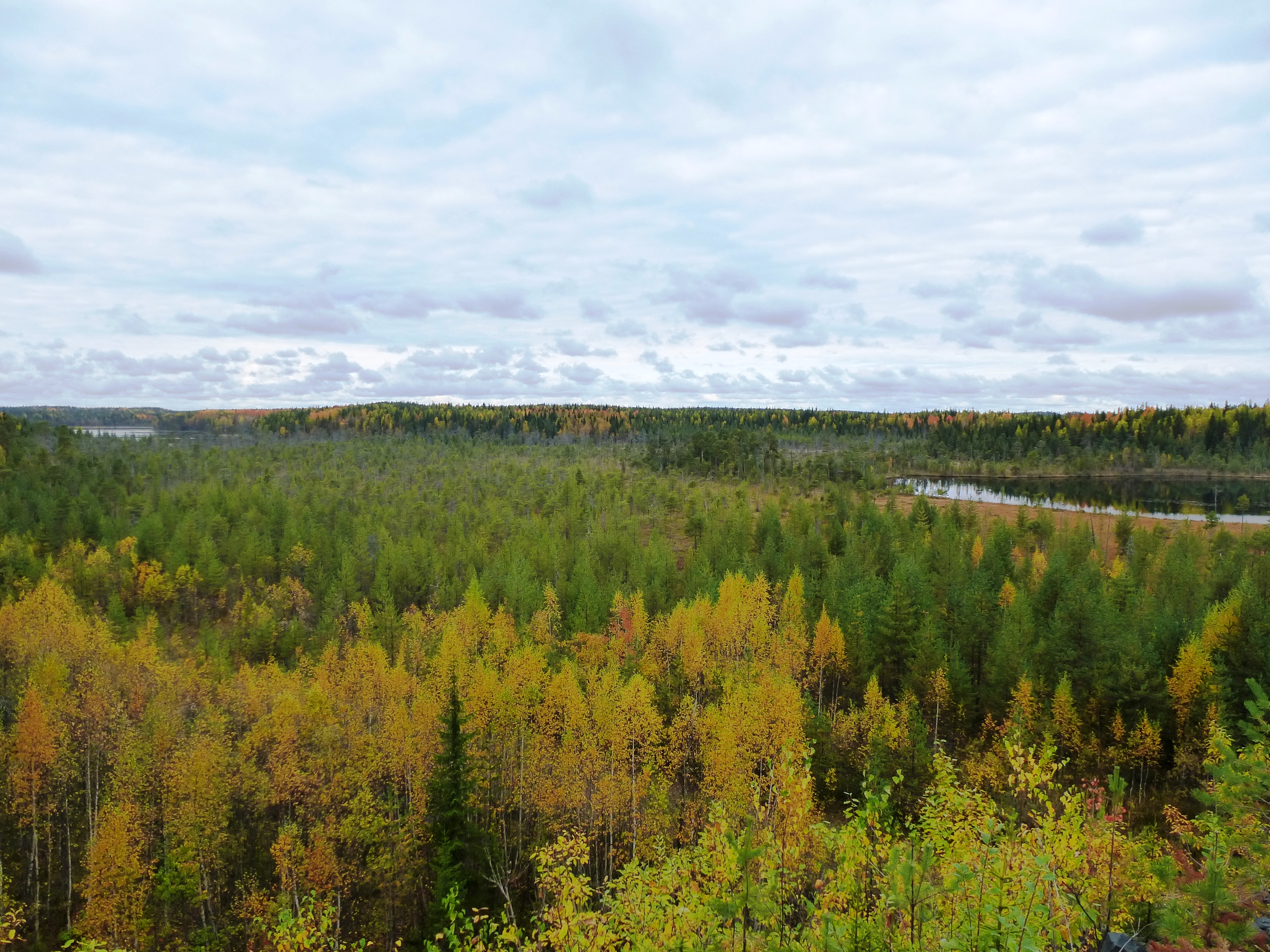
Erdő a Medvezsjegorszki járásban

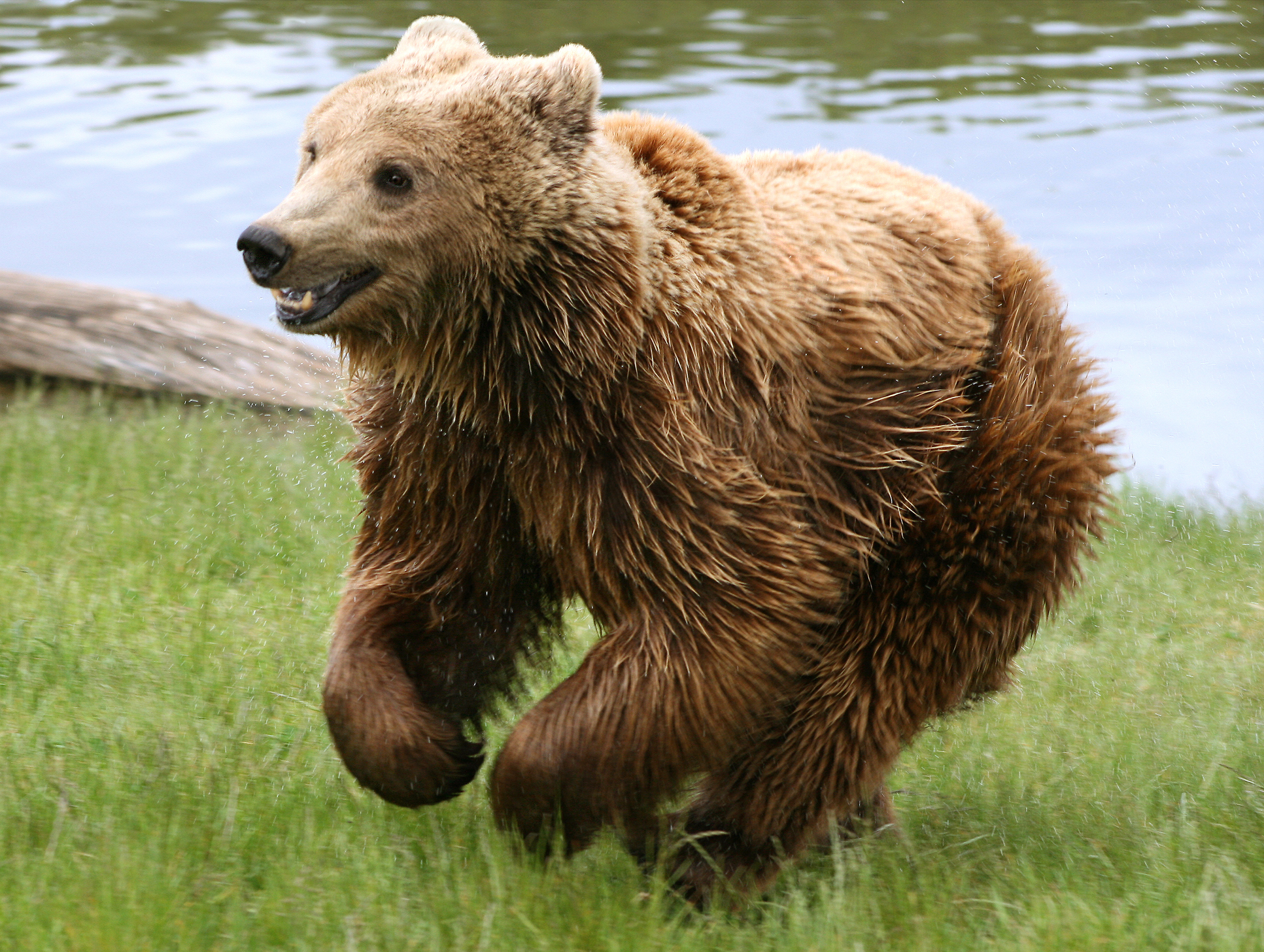
A barna medve (Ursus arctos arctos) Karélia egyik jellegzetes állata

Karélia területén 85% (148 000 km²) az erdő borította területek aránya, 10%-ot a tavak és mocsarak tesznek ki, alig 5% áll művelés vagy beépítés alatt. A tagköztársaság csaknem egészét tajga borítja, a növényzet legnagyobb részét a különböző fenyőfajok teszik ki, a szibériai jegenyefenyő és lucfenyő erdőkben a nyír, nyár és éger egyedei képviselik a lombhullatókat.  A legészakabbra fekvő dombvidékek magasabb térszínein a fás szárúakban gyér tundra veszi át a tűlevelű erdők helyét, a déli határvidéken a melegebb éghajlatnak köszönhetően pedig megjelennek a juhar, a mézgás éger, valamint a hárs példányai is. A köztársaság egyik legjellegzetesebb növénye a karéliai nyír, amely különlegesen jó minőségű faanyagáról híres. Az aljnövényzetet főleg boróka és áfonya fajok alkotják. Az iparvidékek jelentős területeket szennyeznek be a légkörbe kibocsátott kén-dioxiddal és nehézfémekkel. Fontos környezeti probléma továbbá a nagy mértékű erdőirtás, habár a fenyvesek néhány évtized után regenerálódnak a tarvágások után is.
A köztársaság gazdag állatvilággal rendelkezik, a 63 őshonos emlősfaj mellett Karélia otthont nyújt 252 madár, 53 hal, 5 hüllő, valamint 3 kétéltű fajnak is. Az emlősök közül a legkisebb a cickány, a legnagyobb termetű pedig a jávorszarvas. A tagköztársaság északi részének jellegzetes állata a vadon élő erdei rénszarvas, amelynek állománya jelentősen csökkent az utóbbi években az erőteljes vadászat miatt. A ragadozók legfontosabb képviselői a vörös róka, a hiúz és az orosz farkas mellett a barna medve (Ursus arctos arctos) egyedei. Az itt élő medvepopuláció az egyik legnagyobb Oroszországban, a 2 700 példány közül a legtöbb az Onyega és a Ladoga-tótól északra elterülő erdőkben él. A sokszínű madárvilág legtöbb faja itt fészkel, ugyanakkor itt halad át a madárvonulás szempontjából kulcsfontosságú Fehér-tenger-Balti-tenger útvonal is, emiatt a költözés időszakában minden évben rengeteg szárnyas lepi el a tavakat. A terület jellegzetes madarai a vízimadarak közül a bütykös és az énekes hattyú, a sárszalonka, a füstös, valamint a kanalas réce, míg az erdei madárvilág képviselői többek között a  fülemüle, a fürj, a darázsölyv és az európai lappantyú. Az északi, tundra jellegű területek lakója a havasi lile. Az ember tájra gyakorolt hatása, a városi területek növekedése, az erdőirtás és az ezzel járó élőhelyvesztés különösen érzékenyen érinti a vetési lúd és a nagy lilik egyedeit, ezen fajok példányszáma jelentősen lecsökkent az utóbbi években.

### Nemzeti parkok és világörökségi helyszínek
Karélia területén három nemzeti park található. A Paanajärvi Nemzeti Park egy 1045 km²-es területet foglal magába a köztársaság északnyugati részén, 1992-ben alapították. A védelem alatt álló dombvidéket 400 m-es magasságig fenyőerdők borítják, e fölött pedig már tundra húzódik. Itt található Karélia legmagasabb pontja, a Nuorunen. A  2006-ban alapított Kalevala Nemzeti Park 744 km² terület számára nyújt védelmet. Itt található a legnagyobb egybefüggő őserdő a köztársaságban és a mocsarak és tavak is számos ritka állat és növényfajnak nyújtanak élőhelyet. A terület kulturális szempontból is kiemelkedően fontos, ugyanis itt alakult ki a finnek nemzeti eposza, a Kalevala. A Vodlozerszkij Nemzeti Parkot 1991-ben hozták létre, 4 689 km² területe részben Karéliához, részben az Arhangelszki területhez tartozik. A park tavai és folyói kedvelt szabadidős és horgász célpontok, a vadvízi evezés és a lovaglás is népszerű.

Karélia területén egyetlen világörökségi helyszín, Kizsi templomai találhatóak. A két kora-18.századi fából épült templomból és néhány másik toronyból, valamint vallásos helyszínből álló épületegyüttes 1990 óta áll az UNESCO védelme alatt. A helyszínként szolgáló Kizsi-sziget az Onyega-tavon helyezkedik el és már a korai kereszténység elterjedése óta a karéliai területek vallásos központja. A javaslati listán két helyszín szerepel, a Ladoga-tavon elhelyezkedő Valaam-szigetek, valamint az Onyega-tó és a Fehér-tenger petroglifái. A 25 onyega-tavi és 11 fehér-tengeri helyszínen elhelyezkedő összesen mintegy 4600 sziklába vésett figura ábrái a neolitikumban keletkeztek.

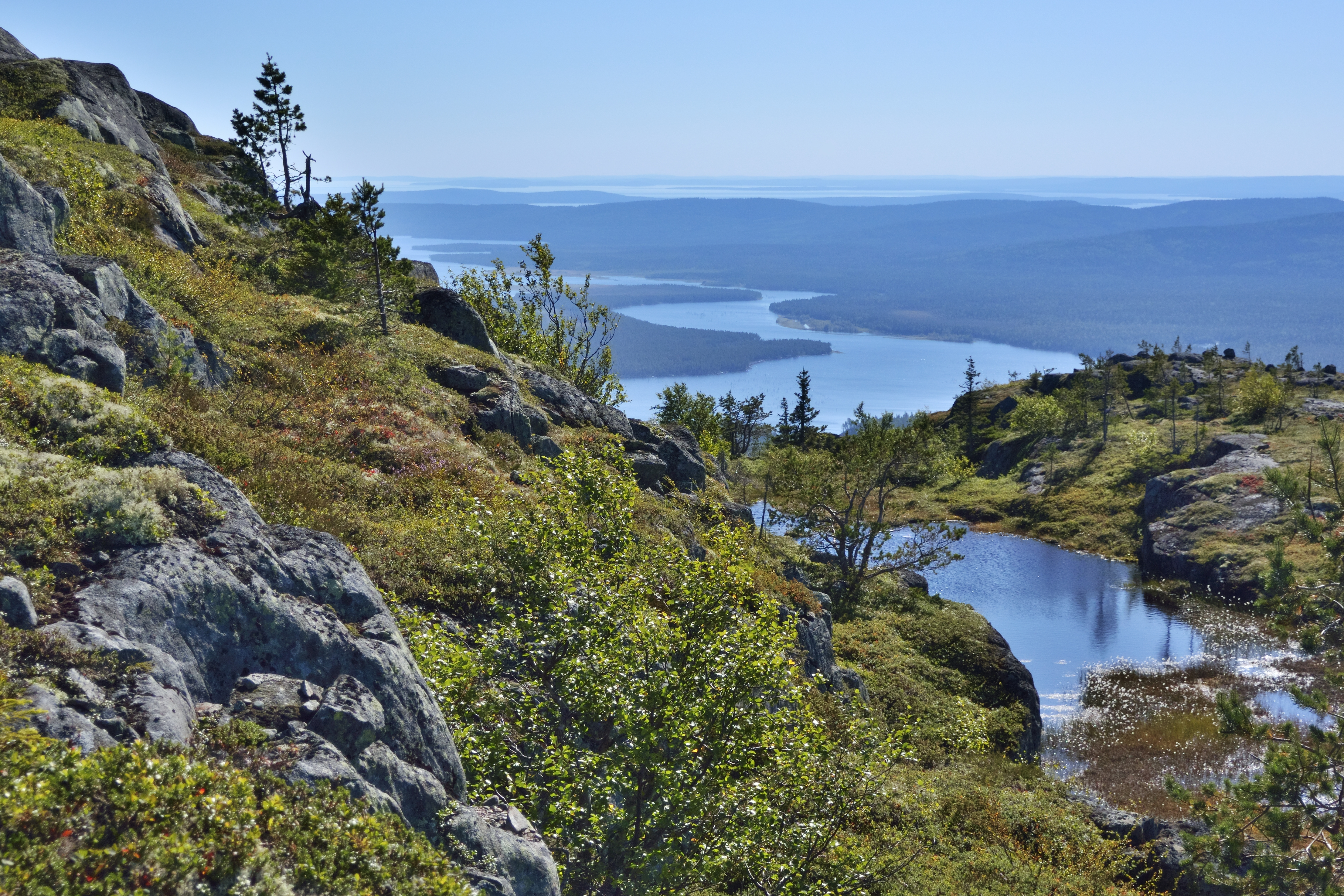
Paanajärvi Nemzeti Park
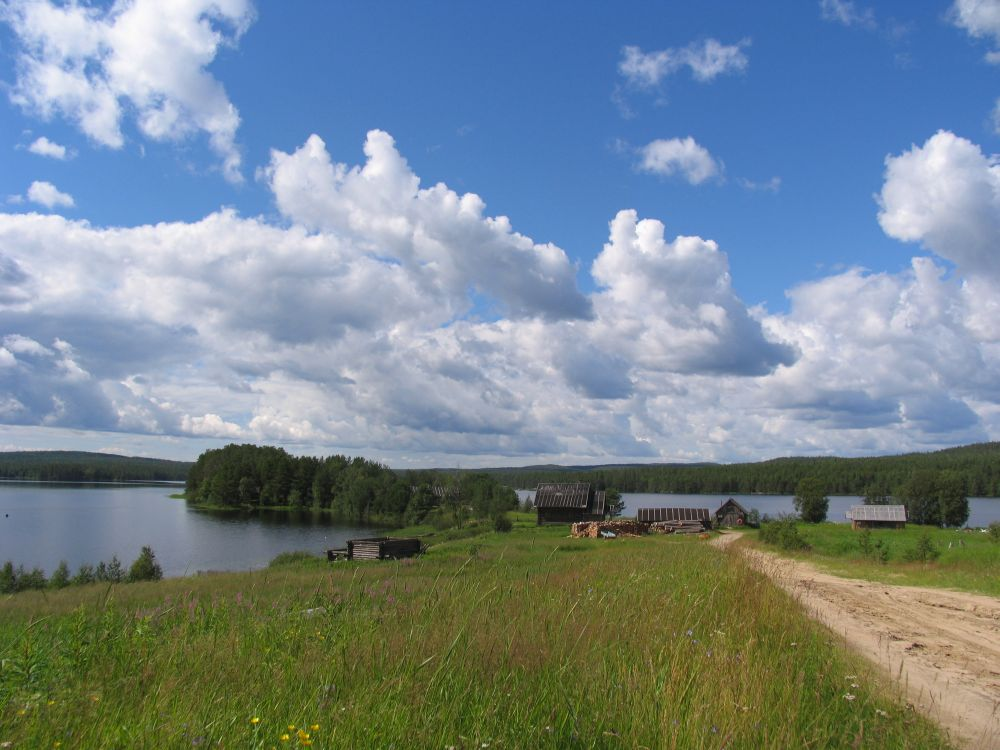
Kalevala Nemzeti Park
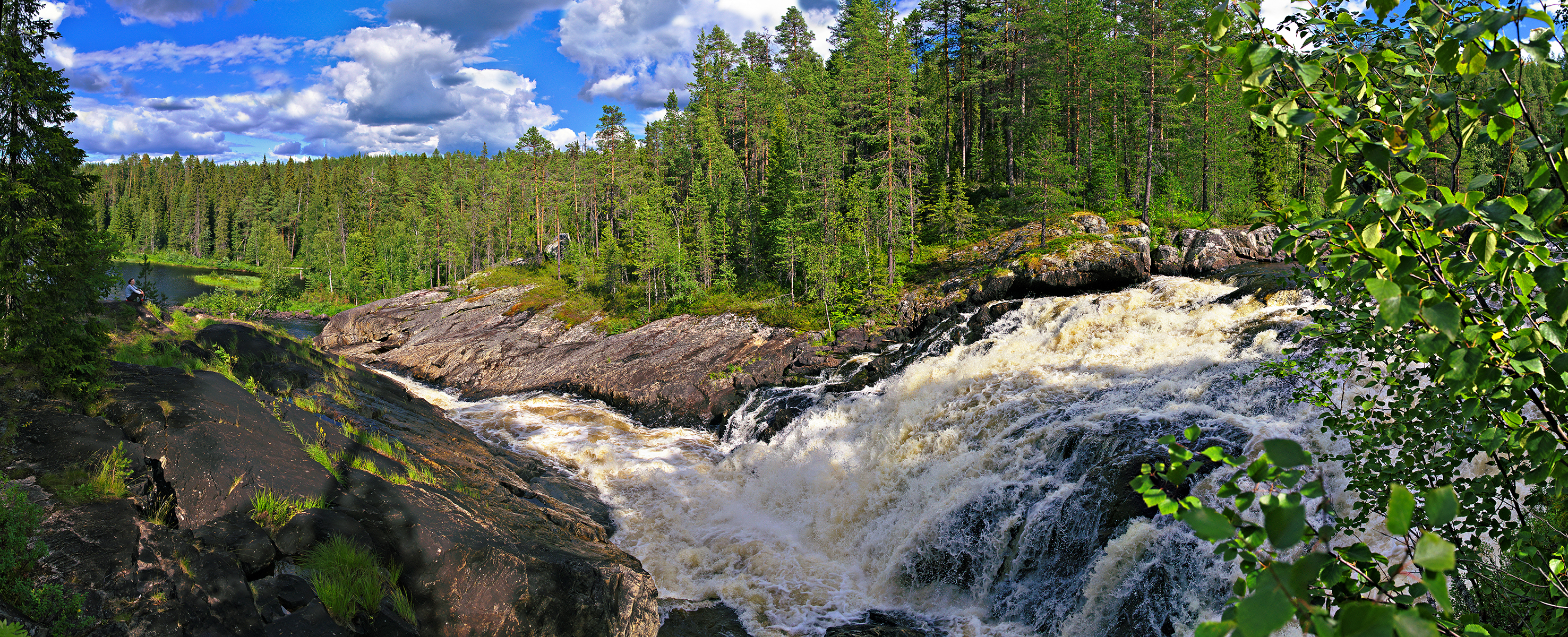
Voinitsa Természetvédelmi Terület, Kalevala Nemzeti Park
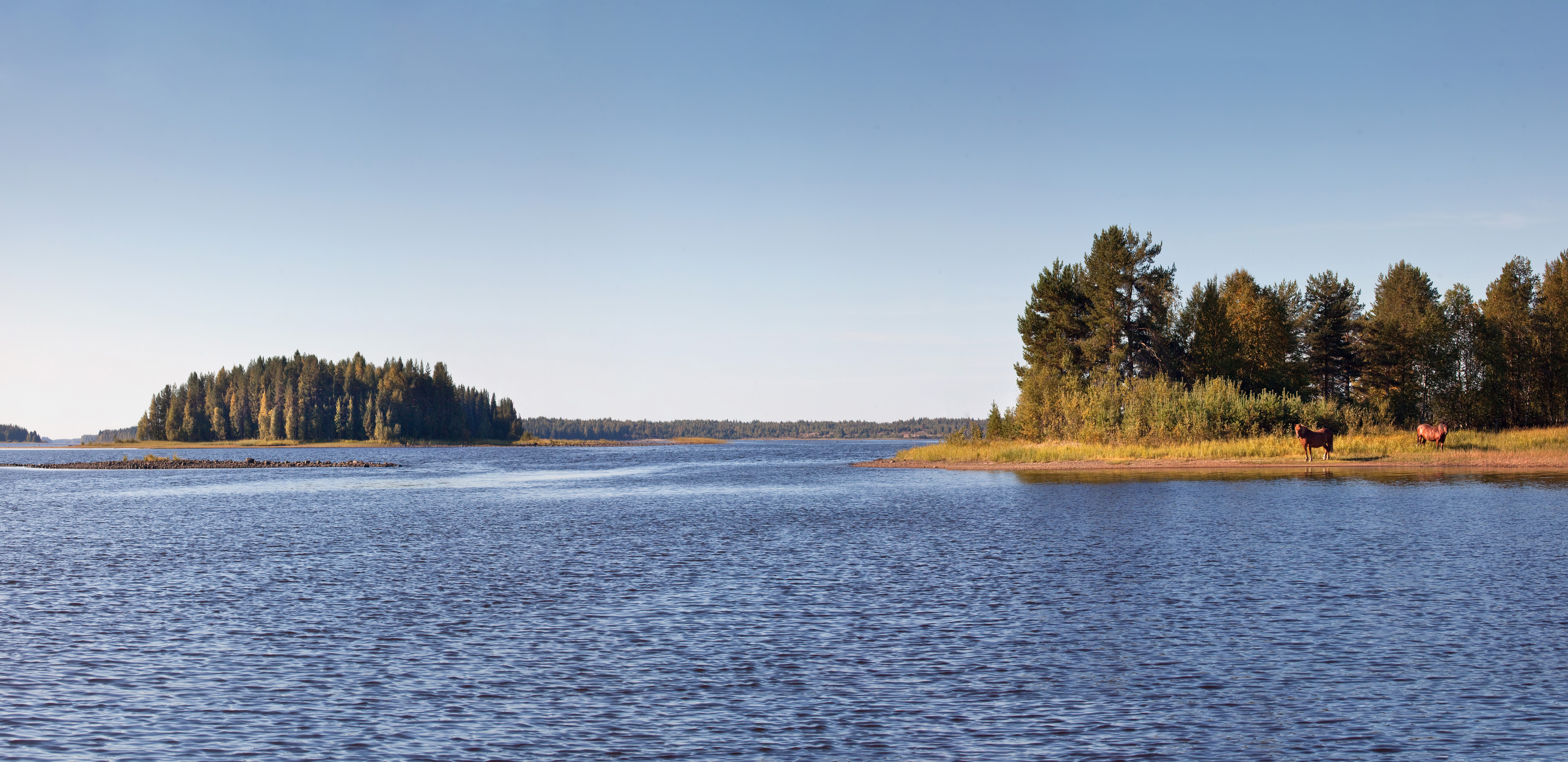
Vodlozersky Nemzeti Park
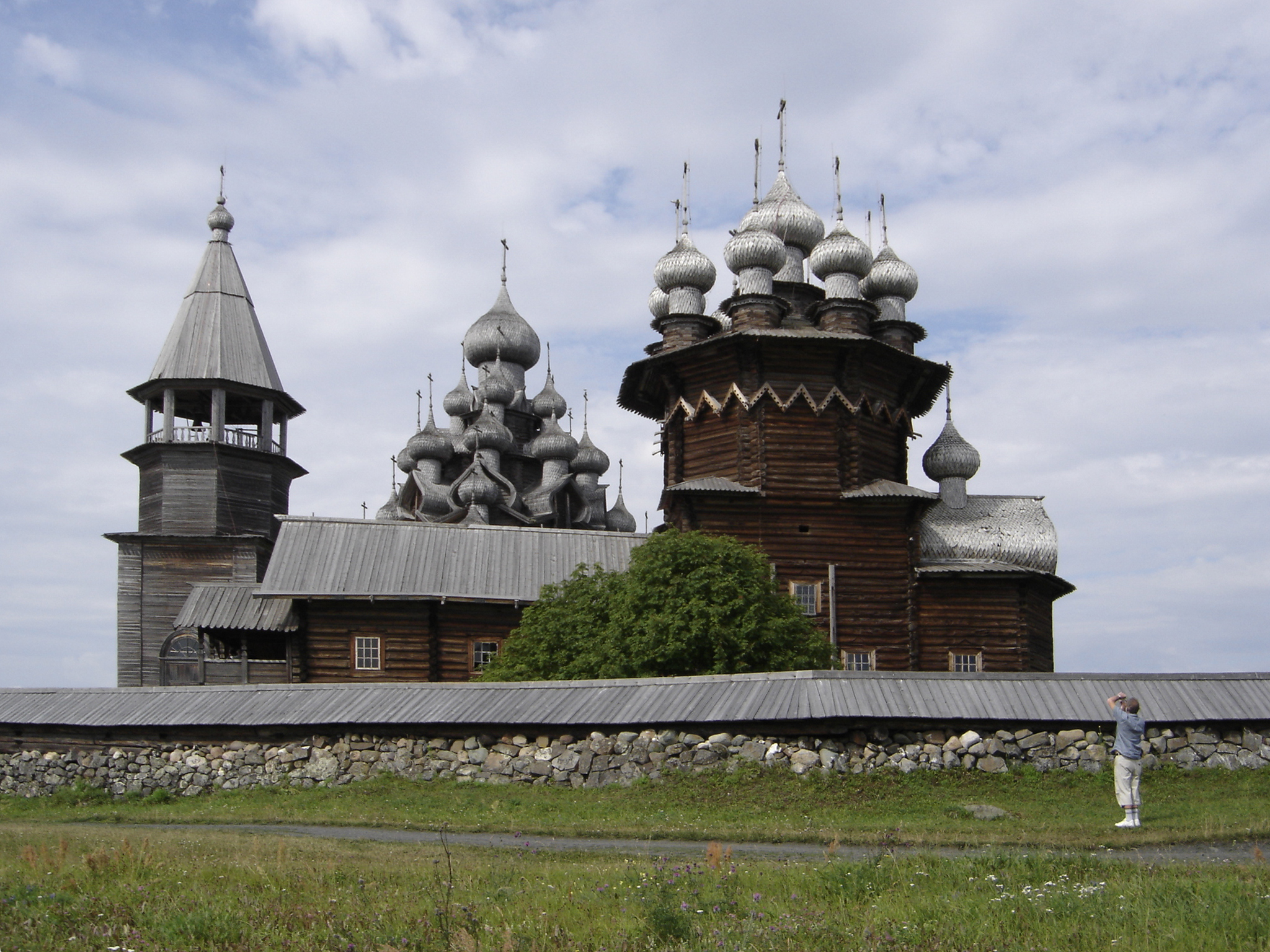
Kizsi templomai
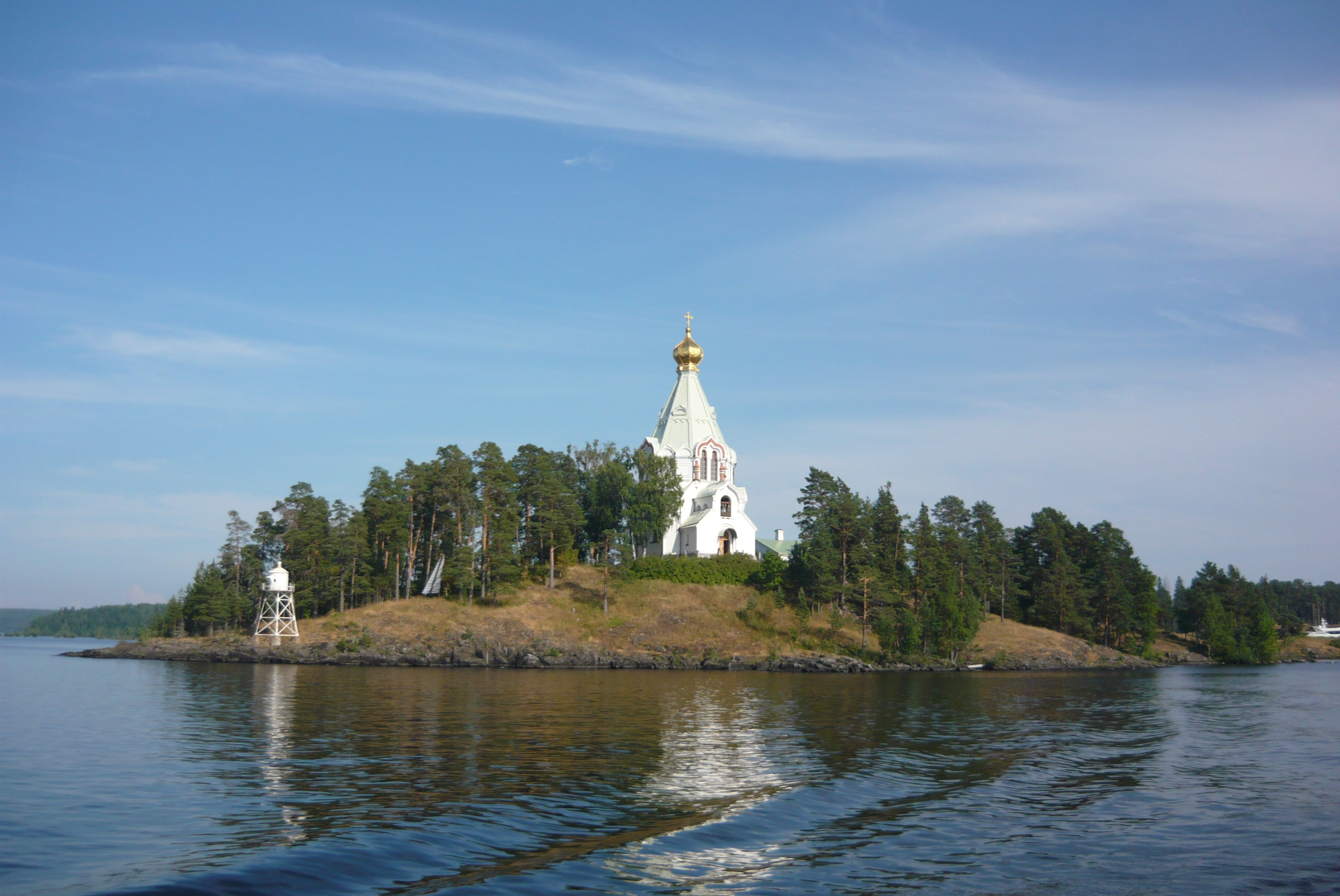
Valaam-szigetek

## Történelem

### Őskor

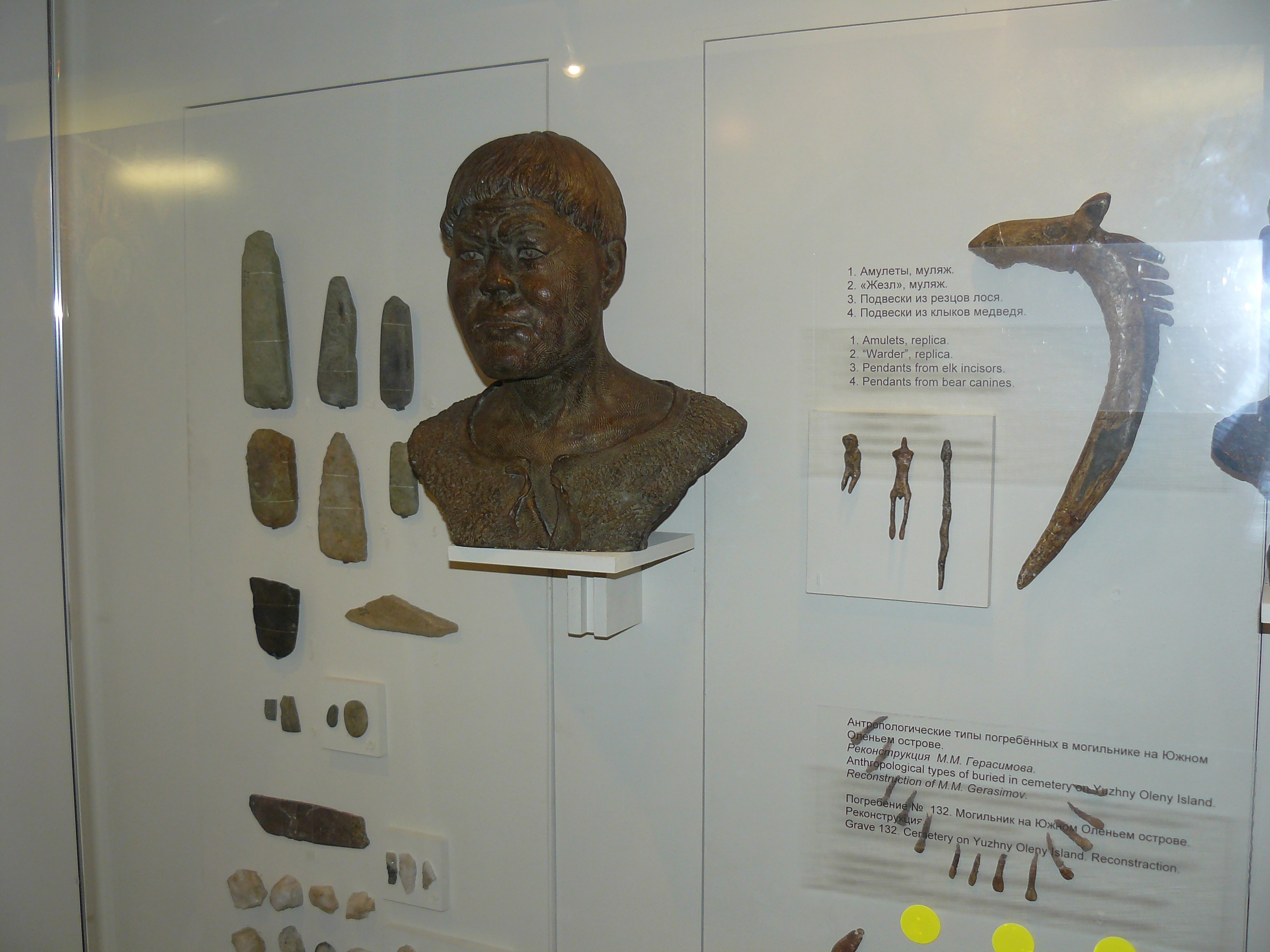
Az Onyega-tó mellett feltárt középső-kőkorszaki régészeti emlékek a Karéliai Nemzeti Múzeumben

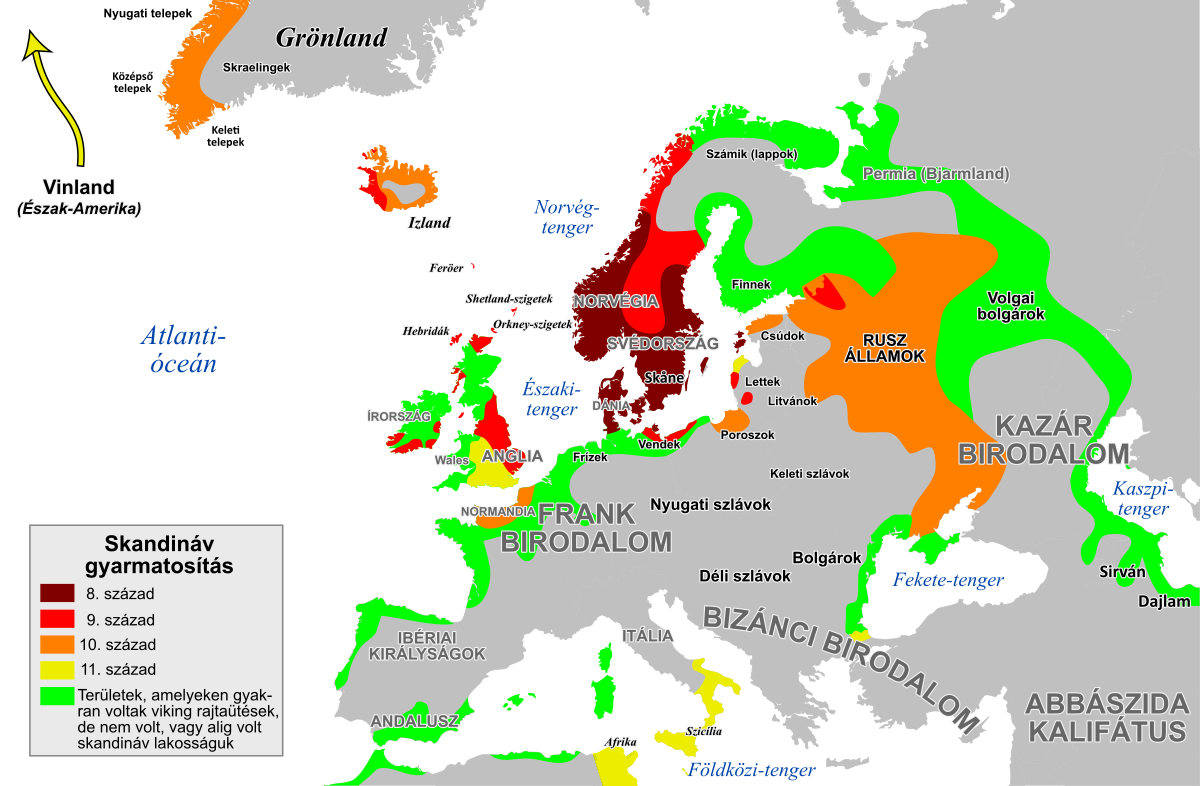
A vikingek terjeszkedése Európában

A jégkorszaki jégtakaró visszahúzódása után a mai Finnország és Karélia területén egy nagy állóvíz, az Ancylus-tó alakult ki. Innen származik az emberi jelenlét legkorábbi bizonyítéka Karéliában, egy 10 000 éves halászháló maradványai, ami a terület mezolitikumi lakosaitól származik és egy Antrea (Kamennogorszk) melletti mocsárban tártak fel. Kr.e. 6000 és 5000 között a proto-uráli nyelvet beszélő Kunda-kultúra lakosai éltek a területen. Karéliában található a legfontosabb kőkorszaki régészeti helyszín Észak-Európában, az Onyega-tóban fekvő Juzsnij Olenyij-sziget nekropoliszában nem kevesebb mint 400 őskori sírt tártak fel.
Az ezt követő, Kr.e. 3500-ig tartó időszakban a fésűdíszes kerámia régészeti kultúra (Comb Ware Culture) vált uralkodóvá. A vadászó-halászó életmódot folytató kultúra központja a jelenlegi orosz–finn határ finn oldalán fekvő Saimaa partjainál helyezkedett el, mindkét ország területén számos településmaradványt, hétköznapi használati tárgyat és sziklafestményt tártak fel. Az európai bronzkor kezdete kevés változást hozott a Karélia területén élő törzsek életébe, nem alakult ki fémmegmunkálás, a kis mértékű kereskedelmet pedig csak néhány bronz nyílhegy bizonyítja. Ugyanakkor Kr.e. 1900 körül egy mindeddig ismeretlen folyamat hatására az addigi vadászó-gyűjtögető életmódot elkezdte felváltani a földművelés, ezzel egy időben pedig újfajta kerámiakészítési technikák alakultak ki és a tóparti falvak elnéptelenedtek. Ekkor terjedt el a nagy méretű kő sírhalmok építése.
A vaskor Kr.u. 250-ben kezdődött el Karéliában. A korszak jellemzője a korábbinál sokkal elterjedtebb földművelés, az ezzel járó népességnövekedés és a dombtetőkre épített földvárak, amelyek ellenséges támadás idején a lakosság számára szolgáltak menedékhelyül. A legfontosabb vaskori kereskedelmi és kommunikációs útvonal a Vuoksi-folyó volt, amely a Finn-tóvidéket kötötte össze a Ladoga-tóval. Karélia területén mintegy 50 vaskori település és 40 földvár maradványait tárták fel.
A vikingek a korai 9.századtól kezdődően rendszeresen felhajóztak Karélia vízi útjain és kereskedtek, vagy éppen kifosztották a helyi lakosságot. Nagyszámú telepes is érkezett a területre, elsősorban a Ladoga-tó partvidékén alakultak települések. Később a 10.században ez a vidék vált a svéd vikingek, a varégok oroszországi terjeszkedésének központjává.

### Középkor

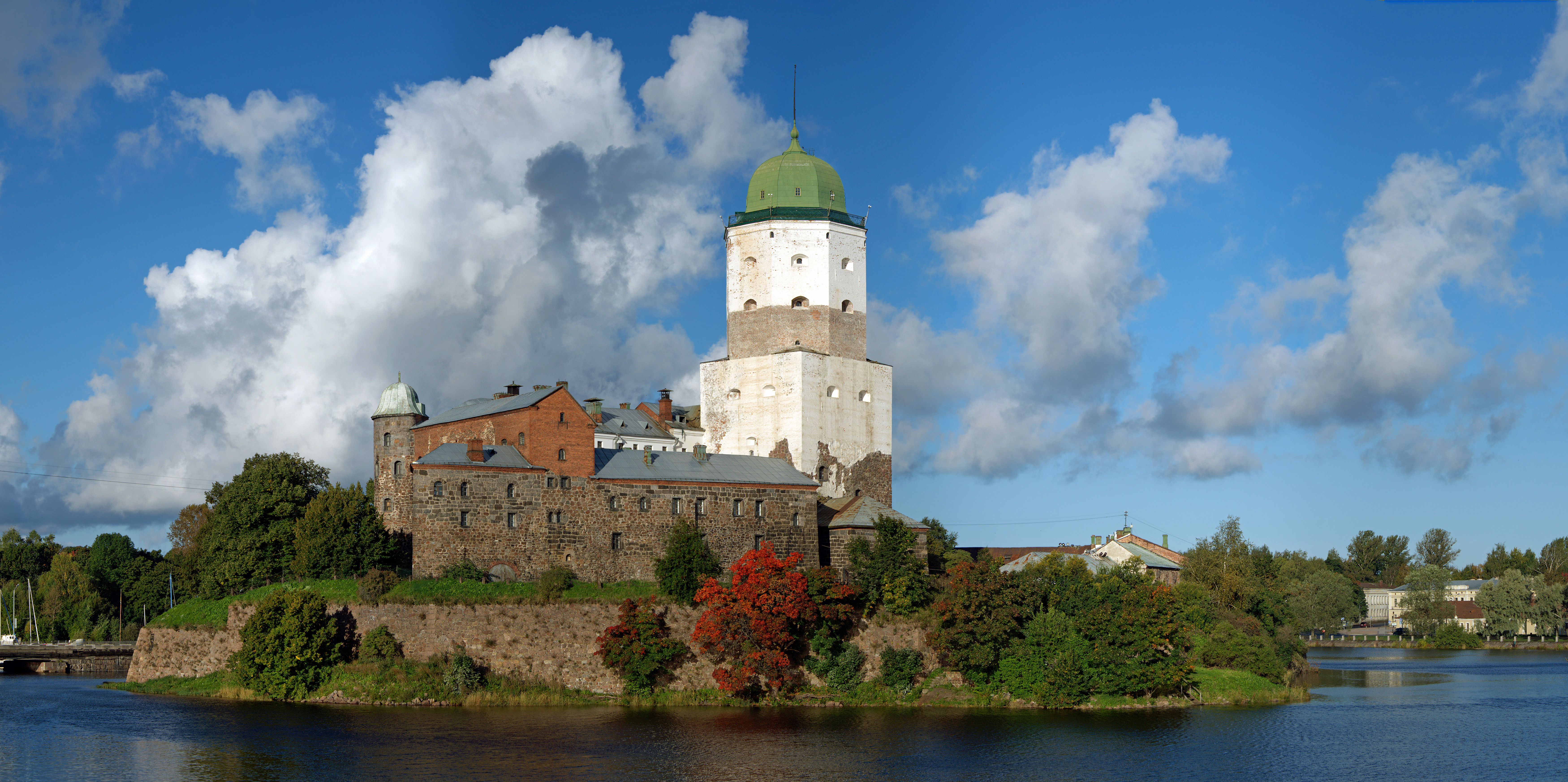
Viborg vára, a középkori Svédország legfontosabb erőssége a Karéliai-földszoroson

Az írott forrásokban Karélia mint földrajzi-politikai egység a 12. században jelent meg először. A középkori Karélia jelentőségét elsősorban a Finn-öböl és a Ladoga-tó között húzódó földszoros stratégiai szerepe adta. Az itt található folyóknak mint víziutaknak kulcsfontosságú szerepe volt a Balti-térség és az oroszországi területek között létrejött közlekedési  és kereskedelmi hálózatban, amely az egyik legforgalmasabb volt a korabeli Európában. A lakosság ekkoriban teljes mértékben karjalaiakból állt, a helyi politikai hatalom központjai Käkisalmi, Tiurinlinna,  Kurkijoki és Szortavala erődítményei voltak. A Vuoksi-folyó révén intenzív kereskedelem folyt a Finn-tóvidék területeivel is. Önálló államiság nem alakult ki a területen, ellenben a két feltörekvő észak-európai hatalom, a Novgorodi Köztársaság és Svédország rivalizálásának ütközőzónájává vált a 12. század elejétől kezdve.

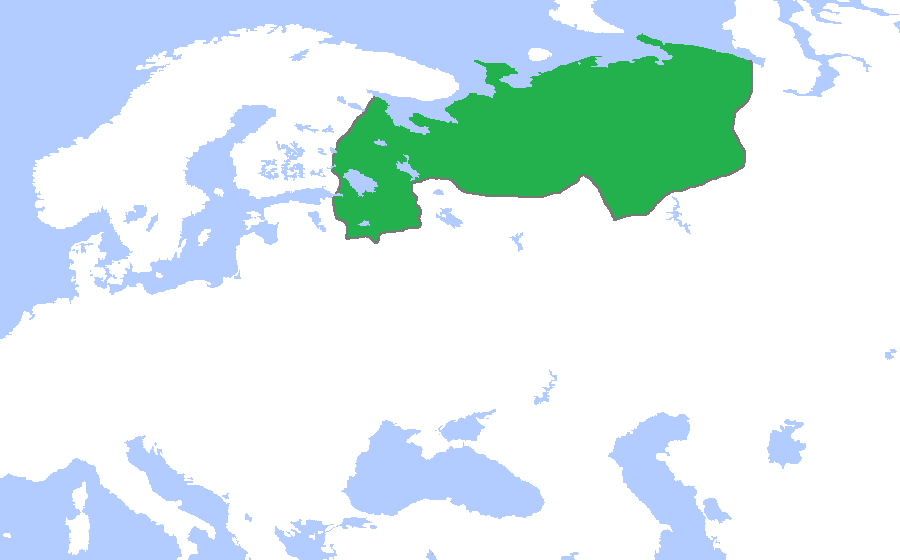
A Novgorodi Köztársaság területe 1400-ban

A 12.század korai éveiben Karélia az ekkor már ortodox keresztény Novgorod befolyási övezetéhez tartozott, de a kereszténység még nem kezdett terjeszkedni a karjalai nyelvi területen. Amikor a század végén Svédország felvette a kereszténységet és megszilárdult államisága, gyors expanzióba kezdett, ami keleten a pogányság ellen induló keresztes hadjáratok formájában nyilvánult meg. Terjeszkedésük központjává Viborg vált és két tartományt hoztak létre adminisztrációjuk megszilárdítására, Savolaxot, valamint Karelent. A novgorodiak a 13.század során elhúzódó háborúk sorozatával igyekeztek a svédeket kiszorítani a területről, ezek a harcok változó sikerrel folytak.
A hadakozásban kimerült és távoli területeken zajló hadviselés hatalmas költségeit megelégelő államok 1323-ban megkötötték a nöteborgi-békét, amelyben felosztották egymás között Karéliát. A földnyelv nyugati és déli része svéd uralom alá került, míg a legnagyobb népességgel rendelkező keleti rész és a prémjei miatt értékesnek számító északi területek Novgorod kezén maradtak, immár közvetlen irányítás alatt.

### Kora újkor

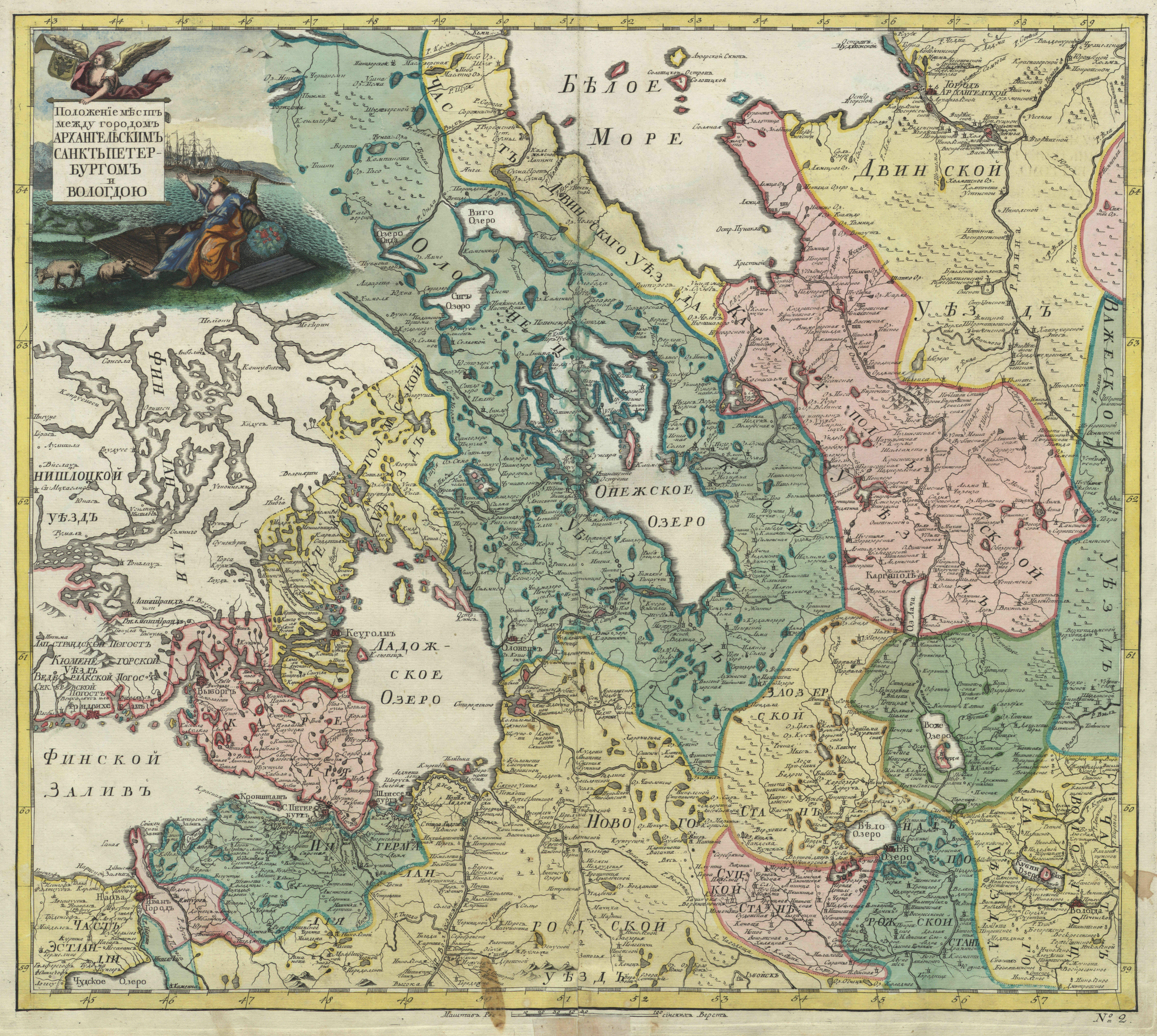
Karélia térképe 1745-ből

Az orosz fennhatóság alatt álló keleti területek a Novgorodi Köztársaság 1478-as bukása után a Moszkvai Fejedelemséghez kerültek, majd a IV. Iván által létrehozott központosított államnak, az Orosz Cárságnak lettek a birtokai 1547-ben. Miután Oroszországban a Rurik-dinasztia kihalása után kitört a zűrzavaros időknek nevezett polgárháborús időszak, az időközben észak-európai nagyhatalommá váló, ekkor már evangélikus  svédek II. Gusztáv Adolf vezetésével 1617-ben elfoglalták Kelet-Karéliát is. A Romanov-dinasztia uralkodása alatt a 18. századra megerősödtek az oroszok és végül I. (Nagy) Péter uralkodása alatt az 1700-1721-ig zajló nagy északi háborúban döntő vereséget mértek a svédekre. A nystadi békében (1721) Karélia keleti és déli része is cári kézre került, és a békekötés jelezte az Orosz Birodalom megalakulását is. 1738-ban Svédországban a háborúpárti Kalap-párt került többségbe az országgyűlésben, az ennek hatására kitörő 1741–1743-as orosz-svéd háború azonban ismét svéd kapitulációval és kisebb orosz területi nyereséggel zárult.
Karélia teljes területe végül az 1808-1809-es finn háború során vált az Orosz Birodalom részévé, amikor  I.Sándor cár Napóleonnal szövetségben megtámadta az angolbarát svédeket és elfoglalta egész Finnországot. Ekkor Karélia legnagyobb része az Oroszországon belül autonómiával rendelkező Finn Nagyhercegség része lett.

## Népesség

### Nemzetiségi megoszlás

#### Táblázat
|            | népszámlálás 1926 | népszámlálás 1939 | népszámlálás 1959 | népszámlálás 1970 | népszámlálás 1979 | népszámlálás 1989 | népszámlálás 2002 | népszámlálás 2010 |
| ---------- | ----------------- | ----------------- | ----------------- | ----------------- | ----------------- | ----------------- | ----------------- | ----------------- |
| oroszok    | 153 967 (57,2%)   | 296 529 (63,2%)   | 412 773 (62,7%)   | 486 198 (68,1%)   | 522 230 (71,3%)   | 581 571 (73,6%)   | 548 941 (76,6%)   | 507 654 (82,2%)   |
| karjalaiak | 100 781 (37,4%)   | 108 571 (23,2%)   | 85 473 (13,0%)    | 84 180 (11,8%)    | 81 274 (11,1%)    | 78 928 (10,0%)    | 65 651 (9,2%)     | 45 570 (7,4%)     |
| belaruszok | 555 (0,2%)        | 4263 (0,9%)       | 71 900 (10,9%)    | 66 410 (9,3%)     | 59 394 (8,1%)     | 55 530 (7,0%)     | 37 681 (5,3%)     | 23 345 (3,8%)     |
| ukránok    | 708 (0,3%)        | 21 112 (4,5%)     | 23 569 (3,6%)     | 27 440 (3,8%)     | 23 765 (3,2%)     | 28 242 (3,6%)     | 19 248 (2,7%)     | 12 677 (2,0%)     |
| finnek     | 2544 (0,9%)       | 8322 (1,8%)       | 27 829 (4,2%)     | 22 174 (3,1%)     | 20 099 (2,7%)     | 18 420 (2,3%)     | 14 156 (2,0%)     | 8577 (1,4%)       |
| vepszék    | 8587 (3,2%)       | 9392 (2,0%)       | 7179 (1,1%)       | 6323 (0,9%)       | 5864 (0,8%)       | 5954 (0,8%)       | 4870 (0,7%)       | 3423 (0,5%)       |
| Egyéb      | 2194 (0,8%)       | 20 709 (4,4%)     | 29 869 (4,5%)     | 20 726 (2,9%)     | 19 565 (2,7%)     | 21 505 (2,7%)     | 25 734 (3,6%)     | 16 422 (2,7%)     |

### Települések
Karéliában (a 2010. évi népszámláláskor) 13 város, 11 városi jellegű település és 776 falusi település található, az utóbbiak közül azonban 109 lakatlan. A városi jellegű települések száma 1987-ben még 44 volt, a Szovjetunió megszűnése óta azonban sokuk elvesztette e címét és faluvá alakult, Oroszország más területeihez hasonlóan.
A 2010. évi népszámlálás adatai szerint Karéliában 78% a városi (városokban vagy városi jellegű településeken élő) népesség aránya. Csupán két falu népessége haladja meg a háromezer főt, melyek együttesen a köztársaság lakosainak 1%-a számára nyújtanak otthont. A településhálózat döntő részét azonban a legfeljebb néhány száz lakosú aprófalvak alkotják.
Karélia városai a következők (2020. évi népességükkel):
| Petrozavodszk Kosztomuksa | Sorszám | Város neve      | Népesség (2020) | Sorszám | Város neve   | Népesség (2020) | Kondopoga Szegezsa |
| Petrozavodszk Kosztomuksa | 1.      | Petrozavodszk   | 281 023         | 11.     | Pudozs       | 8 606           | Kondopoga Szegezsa |
| Petrozavodszk Kosztomuksa | 2.      | Kosztomuksa     | 29 634          | 12.     | Olonyec      | 8 026           | Kondopoga Szegezsa |
| Petrozavodszk Kosztomuksa | 3.      | Kondopoga       | 29 128          | 13.     | Lahgyenpohja | 7 050           | Kondopoga Szegezsa |
| Petrozavodszk Kosztomuksa | 4.      | Szegezsa        | 26 000          | 14.     | Nadvoici     | 7 217           | Kondopoga Szegezsa |
| Petrozavodszk Kosztomuksa | 5.      | Szortavala      | 18 831          | 15.     | Pindusi      | 4 276           | Kondopoga Szegezsa |
| Petrozavodszk Kosztomuksa | 6.      | Medvezsjegorszk | 14 091          | 16.     | Kalevala     | 3 828           | Kondopoga Szegezsa |
| Petrozavodszk Kosztomuksa | 7.      | Kem             | 10 648          | 17.     | Loukhi       | 3 825           | Kondopoga Szegezsa |
| Petrozavodszk Kosztomuksa | 8.      | Pitkjaranta     | 10 184          | 18.     | Prjazsa      | 3 452           | Kondopoga Szegezsa |
| Petrozavodszk Kosztomuksa | 9.      | Belomorszk      | 9 199           | 19.     | Vjartszilja  | 2 918           | Kondopoga Szegezsa |
| Petrozavodszk Kosztomuksa | 10.     | Szuojarvi       | 8 678           | 20.     | Mujezerszkij | 2 726           | Kondopoga Szegezsa |

## Közigazgatás és önkormányzatok
Karélia (a 2010. évi népszámláláskor) közigazgatási szempontból 15 járásra oszlik, a 13 város közül pedig Petrozavodszk, Kosztomuksa és Szortavala köztársasági alárendeltségű, melyek így nem tartoznak egyik járáshoz sem. A két utóbbi városhoz városi jellegű és falusi települések is be vannak osztva, melyek szintén nem részei egyik járásnak sem.
Az önkormányzatok területi beosztása nagyjából megegyezik a közigazgatási felosztással. A 15 járás mindegyikében járási önkormányzat működik, míg a köztársasági alárendeltségű városok közül Petrozavodszk és Kosztomuksa (utóbbi a hozzá beosztott területtel együtt) a járásoktól független városi körzetet alkot, melyeknek egyszintű önkormányzata van, egyszerre gyakorolják a járási és a községi önkormányzati hatásköröket. Szortavala városban viszont járási önkormányzat működik, ami azt jelenti, hogy e városnak és a hozzá beosztott településeknek saját (városi vagy falusi) községi önkormányzata van. A járási önkormányzatokhoz összesen 22 városi község – ezek székhelye egy város vagy városi jellegű település – és 87 falusi község tartozik.
Közigazgatási szempontból tehát Karélia 15 járásra és 3 városra tagozódik, míg önkormányzati rendszerét 16 járási önkormányzat és 2 városi körzet, a járási önkormányzatoknak alárendelve pedig 22 városi és 87 falusi község alkotja.
A közigazgatási járások és székhelyeik:
| Térkép                           | Sorszám | Városi körzet neve              | Címer | Orosz név                         | Székhely        |
| -------------------------------- | ------- | ------------------------------- | ----- | --------------------------------- | --------------- |
| Karélia közigazgatási felosztása | 1       | Petrozavodszki városi körzet    |       | Петрозаводский городской округ    | Petrozavodszk   |
| Karélia közigazgatási felosztása | 2       | Kosztomuksai városi körzet      |       | Костомукшский городской округ     | Kosztomuksa     |
| Karélia közigazgatási felosztása | Sorszám | Önkormányzati járás neve        |       | Orosz név                         | Székhely        |
| Karélia közigazgatási felosztása | 3       | Szortavalai önkormányzati járás |       | Сортавальский муниципальный район | Szortavala      |
| Karélia közigazgatási felosztása | Sorszám | Járás neve                      |       | Orosz név                         | Székhely        |
| Karélia közigazgatási felosztása | 4       | Belomorszki járás               |       | Беломорский район                 | Belomorszk      |
| Karélia közigazgatási felosztása | 5       | Kalevalai járás                 |       | Калевальский район                | Kalevala        |
| Karélia közigazgatási felosztása | 6       | Kemi járás                      |       | Кемский район                     | Kem             |
| Karélia közigazgatási felosztása | 7       | Kondopogai járás                |       | Кондопожский район                | Kondopoga       |
| Karélia közigazgatási felosztása | 8       | Lahgyenpohjai járás             |       | Лахденпохский район               | Lahgyenpohja    |
| Karélia közigazgatási felosztása | 9       | Louhi járás                     |       | Лоухский район                    | Louhi           |
| Karélia közigazgatási felosztása | 10      | Medvezsjegorszki járás          |       | Медвежьегорский район             | Medvezsjegorszk |
| Karélia közigazgatási felosztása | 11      | Mujezerszkiji járás             |       | Муезерский район                  | Mujezerszkij    |
| Karélia közigazgatási felosztása | 12      | Olonyeci járás                  |       | Олонецкий район                   | Olonyec         |
| Karélia közigazgatási felosztása | 13      | Pitkjarantai járás              |       | Питкярантский район               | Pitkjaranta     |
| Karélia közigazgatási felosztása | 14      | Onyegamelléki járás             |       | Прионежский район                 | Petrozavodszk   |
| Karélia közigazgatási felosztása | 15      | Prjazsai járás                  |       | Пряжинский район                  | Prjazsa         |
| Karélia közigazgatási felosztása | 16      | Pudozsi járás                   |       | Пудожский район                   | Pudozs          |
| Karélia közigazgatási felosztása | 17      | Szegezsai járás                 |       | Сегежский район                   | Szegezsa        |
| Karélia közigazgatási felosztása | 18      | Szuojarvi járás                 |       | Суоярвский район                  | Szuojarvi       |

## Külső hivatkozások
- Hivatalos honlap (oroszul)
- Horváth Csaba: Kelet-Karélia etnikai összetételének változásai a XX. század folyamán Archiválva 2021. augusztus 30-i dátummal a Wayback Machine-ben PDF